# Gynoplistia doddi
Gynoplistia doddi là một loài ruồi trong họ Limoniidae. Chúng phân bố ở miền Australasia.